# Vacuum Tower Telescope
Il Vacuum Tower Telescope è un telescopio solare situato all'Osservatorio del Teide nel Tenerife alle Isole Canarie. È utilizzato dal Kiepenheuer-Institut für Sonnenphysi. Costruito tra il 1983 e il 1986 su torre alta 38 m, ha visto la prima luce nel 1988 ed è dotato di uno specchio primario del diametro di 70 cm con distanza focale di 46 metri. Dal 2000 usa il sistema di ottica adattiva KAOS (Kiepenheuer-institute Adaptive Optic System), che gli conferisce una risoluzione angolare di 0.2 arcsec (150 km) sulla superficie del Sole.